# Кубанские добровольческие отряды
Кубанские добровольческие отряды (Отряды Кубанской Рады) — антибольшевистские военные формирования, создававшиеся на Кубани начиная с конца 1917 года. В ходе 1-го Кубанского похода Добровольческой армии кубанские отряды вышли на соединение с ней, сформировав Кубанский отряд и впоследствии вошли в состав армии в качестве 1-го Кубанского стрелкового полка.

## История
Первый отряд был создан 1 ноября 1917 года Кубанским атаманом из офицеров стоявших в Екатеринодаре военных частей с целью защиты города от разложившихся солдат, прибывающих с Кавказского фронта. К концу января 1918 года были сформированы следующие отряды:
- Отряд капитана Покровского
- Отряд полковника Лесевицкого («Отряд спасения Кубани»)
- Отряд войскового старшины Галаева

Формировались и части меньшей, чем 100 штыков, численности.